# Burmanniaceae
Burmanniaceae, porodica zeljastih biljaka u redu bljuštolike, raširena po tropskim predjelima južne polutke, po Africi, Aziji, Americi i Australiji. 
Danas se u nju uključuju i rod Afrothismia i mikoheterotrofni rodovi nekadašnje porodice Thismiaceae. Mikoheterotrofna vrsta Tiputinia foetida, opisana je tek 2007, a endem je u Ekvadoru. Tribusu Thismieae (bivša porodica Thismiaceae) pripadaju rodovi Haplothismia, Oxygyne, Thismia i Tiputinia. Ukupan broj vrsta svih ovih rodova je 165.

## Opis
Burmanniaceae uključuje 95 vrsta u devet rodova i tradicionalno se povezuje s orhidejama zbog sličnih plodova koji sadrže brojne mikroskopske sjemenke. Njegovo smještanje u Dioscoreales temelji se prvenstveno na molekularnim dokazima. Ovim malim neupadljivim biljkama nedostaje klorofila i lako ih se uoči u podzemlju vlažnih tropskih šuma u kojima se pojavljuju.

## Rodovi
1. Burmannieae Miers ex Griseb. in Mart.
  1. Apteria Nutt.
  2. Burmannia L.
  3. Campylosiphon Benth.
  4. Dictyostega Miers
  5. Geomitra Becc.
  6. Gymnosiphon Blume
  7. Hexapterella Urb.
  8. Marthella Urb.
  9. Miersiella Urb.
2. Thismieae Miers in J. Lindley
  1. Afrothismia Schltr.
  2. Haplothismia Airy Shaw
  3. Oxygyne Schltr.
  4. Thismia Griff.
  5. Tiputinia P.E.Berry & C.L.Woodw.